# Siegener Stadtbefestigung

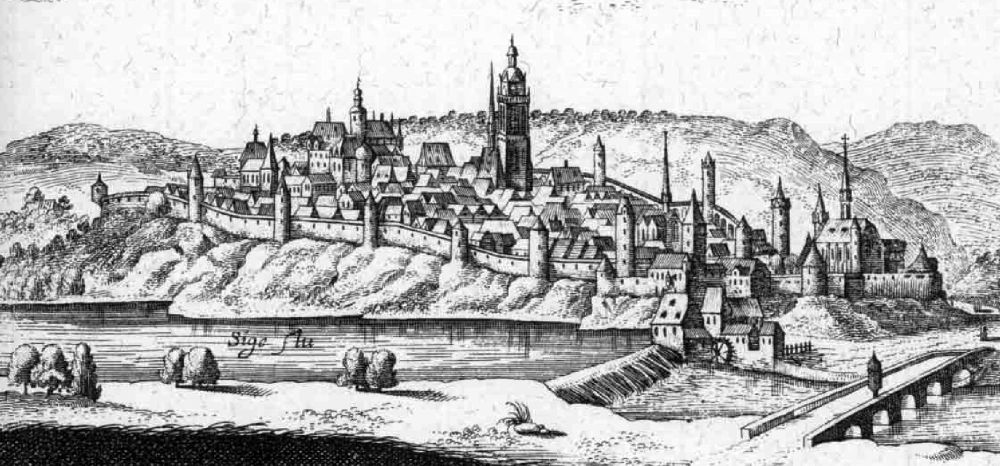
Die Stadt Siegen, Ansicht von Norden, mit Stadtmauer und Wehrtürmen, in der Topographia Hassiae von Matthäus Merian, 1655

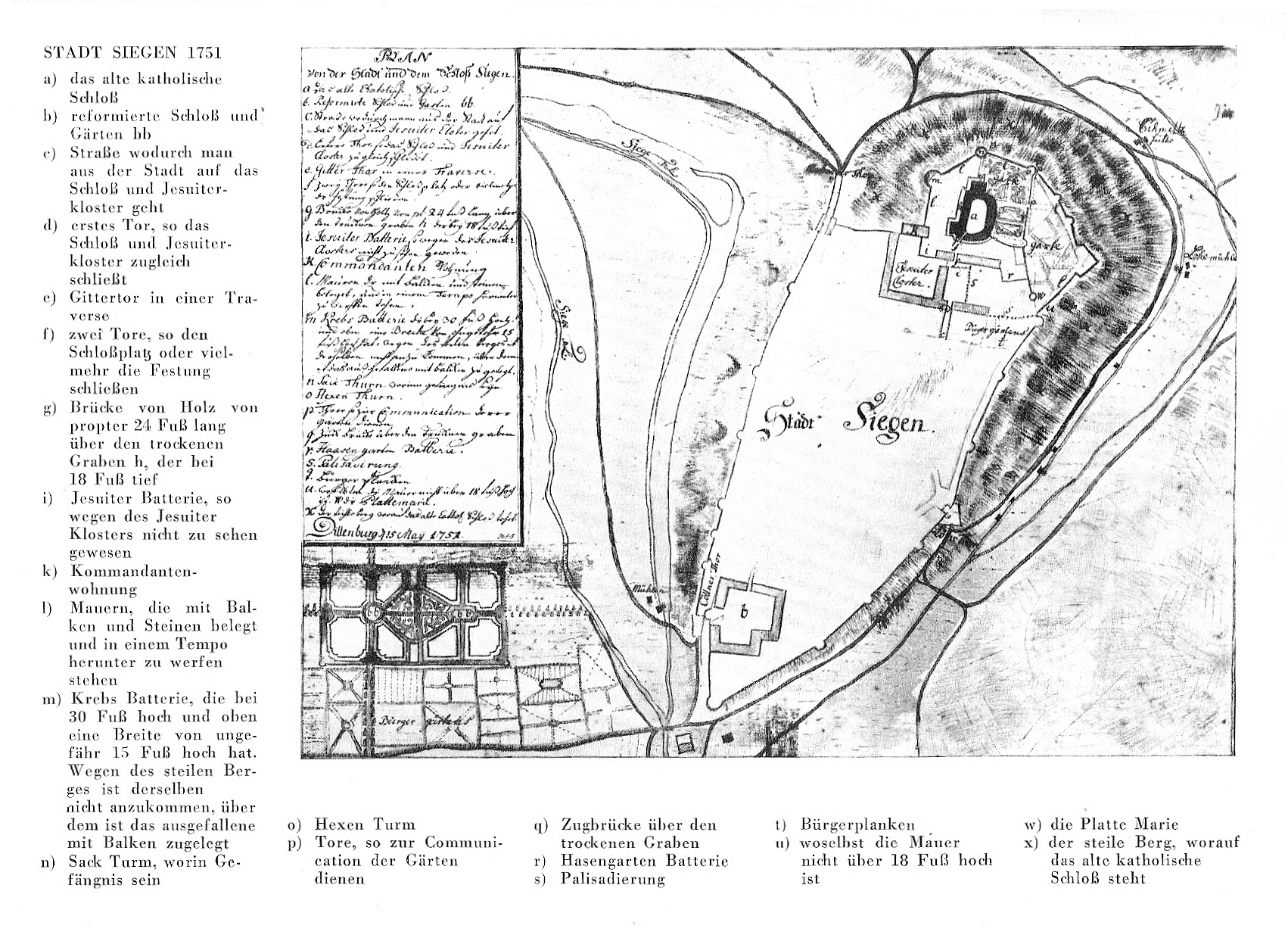
Die Umrisse der Siegener Stadtbefestigung auf einer Karte aus dem Jahr 1751

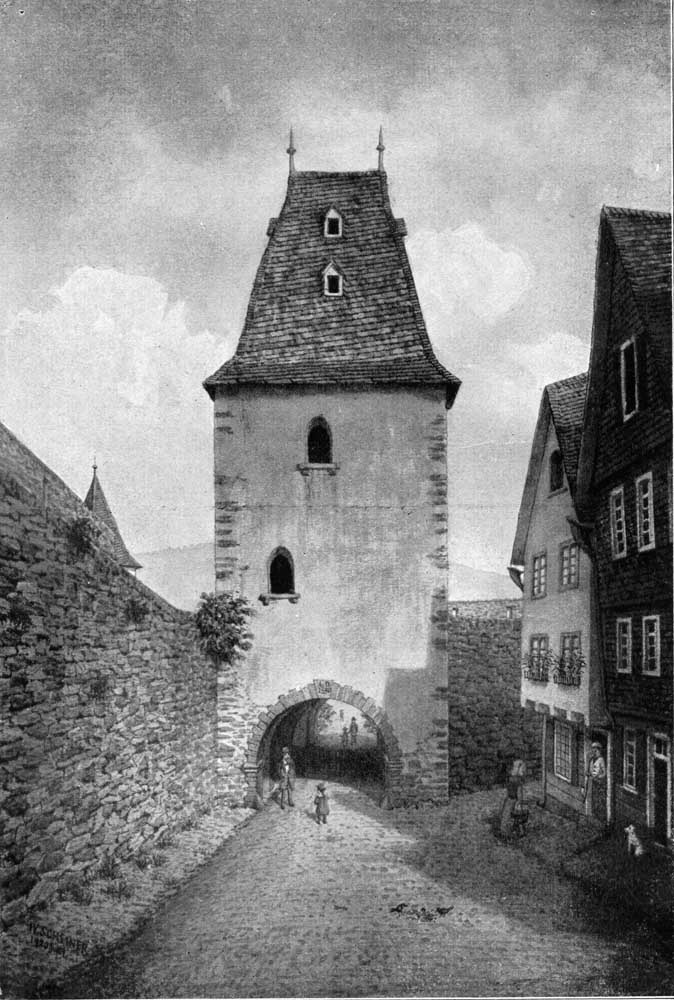
Das Marburger Tor, nordöstliches Stadttor von Siegen. Gemälde von Wilhelm Scheiner, 1850

Die Siegener Stadtbefestigung war vom 13. bis zum 19. Jahrhundert die Verteidigungsanlage der zum Erzbistum Köln gehörenden und ab dem späten 14. Jahrhundert nassauischen Stadt Siegen, heute im Süden des Bundeslandes Nordrhein-Westfalen gelegen.

## Geschichte
Die Stadtbefestigung wurde im Jahr 1311 erstmals urkundlich erwähnt, in einer Urkunde die die Einkünfte der bereits aus älterer Zeit stammenden Siegener Martinikirche dokumentiert. Die Befestigungsanlagen bestanden aus einer Stadtmauer, die den hochmittelalterlichen Siedlungskern auf dem örtlichen Siegberg umschloss, aus zahlreichen Wehrtürmen sowie drei Stadttoren – erstmals urkundlich erwähnt im späten 14. und frühen 15. Jahrhundert. Die Tore waren nach den nächstgrößeren Städten benannt, zu denen die vor den Toren gelegenen Straßen führten: das Marburger Tor im Nordosten, das Kölner Tor im Westen und das Wetzlarer Tor (nach 1600 umbenannt in Löhrtor) im Süden der Befestigungsanlagen. Zusätzlich zu den Stadttoren wies die Stadtbefestigung mehrere kleinere Pforten auf, die hauptsächlich von den Einwohnern benutzt wurden. Außerdem war seit etwa dem 16. Jahrhundert ein Teil der Außenwerke des Oberen Schlosses auf der Kuppe des Siegbergs in die östliche Stadtbefestigung einbezogen. Zu Anfang des 17. Jahrhunderts wurden die Stadtbefestigung und die Außenwerke des Schlosses auf Veranlassung des von 1609 bis 1623 regierenden Nassau-Siegener Grafen Johann dem Mittleren (1561–1623) festungsähnlich ausgebaut.
Ein militärischer Angriff auf die Siegener Stadtbefestigung – Beschuss, Belagerung oder Erstürmung – ist nicht überliefert. Der einzige belegte militärisch organisierte Angriff auf die Stadt fand im Jahr 1735 statt. Im Zuge innerstädtischer konfessioneller Auseinandersetzungen ließen die katholischen Bewohner des Oberen Schlosses eine kölnische „Bauernarmee“ durch die Marburger Pforte des Schlosses in die Stadt ein, um die reformierten Stadtbewohner zu bekämpfen. Der Angriff wurde niedergeschlagen und die Eindringlinge vertrieben.
Im Laufe des 19. Jahrhunderts wurden die Tore, die meisten Wehrtürme sowie die Wehrgänge auf der Mauerkrone nach und nach abgerissen. Von der Stadtbefestigung sind die Rümpfe von vier Wehrtürmen sowie einzelne Teilstücke der Stadtmauer unterschiedlicher Höhe und von etwa zwei Kilometer Länge – insgesamt ca. 60 % der Mauer – bis in die Gegenwart erhalten geblieben. Seit einigen Jahren sind Teile der Siegener Stadtmauer in ihrer Stabilität durch großflächigen Bewuchs mit Efeu und durch Frostschäden bedroht.